# Église de l'Assomption de Bataïsk
Pour les articles homonymes, voir Église de l'Assomption.
L'église de l'Assomption de Bataïsk (en russe : Храм Вознесения Господня) est une église orthodoxe qui se trouve dans la ville de Bataïsk dans l'oblast de Rostov en Russie. L'église a été construite en 1872.

## Histoire
L'église de l'Ascension a été construite en 1872 dans le village de Koisug dans l'oblast de l'armée du Don (actuelle ville de Bataïsk). Elle appartenait au diocèse d'Ekaterinoslav. L'église était en bois, avec un socle en brique. elle avait cinq dômes, un grand et quatre petits. Le clocher de l'église de l'Ascension était entièrement construit en briques. Selon les données du Département économique du Saint-Synode, à partir de 1910, l'église avait une école du dimanche, une loge, une maison de prêtre et des installations auxiliaires.
Dans les années 1930, l'église de l'Ascension a été fermée et détruite. Seul le premier étage du clocher avait été conservé.
En 1989, une communauté orthodoxe de l'Église de l'Ascension a été enregistrée à Bataïsk. En 1990, la restauration de l'église a été commencé par le projet de Boris Vinnikov (dans le style de l'architecture de Moscou-Iaroslavl du XVIIe siècle) dans le territoire de l'ancien jardin de l'église. Le 4 novembre 1995, la première liturgie a été faite dans la nouvelle église..